# Hippobromus pauciflorus
Hippobromus pauciflorus là một loài thực vật có hoa trong họ Bồ hòn. Loài này được Radlk. mô tả khoa học đầu tiên.

## Hình ảnh

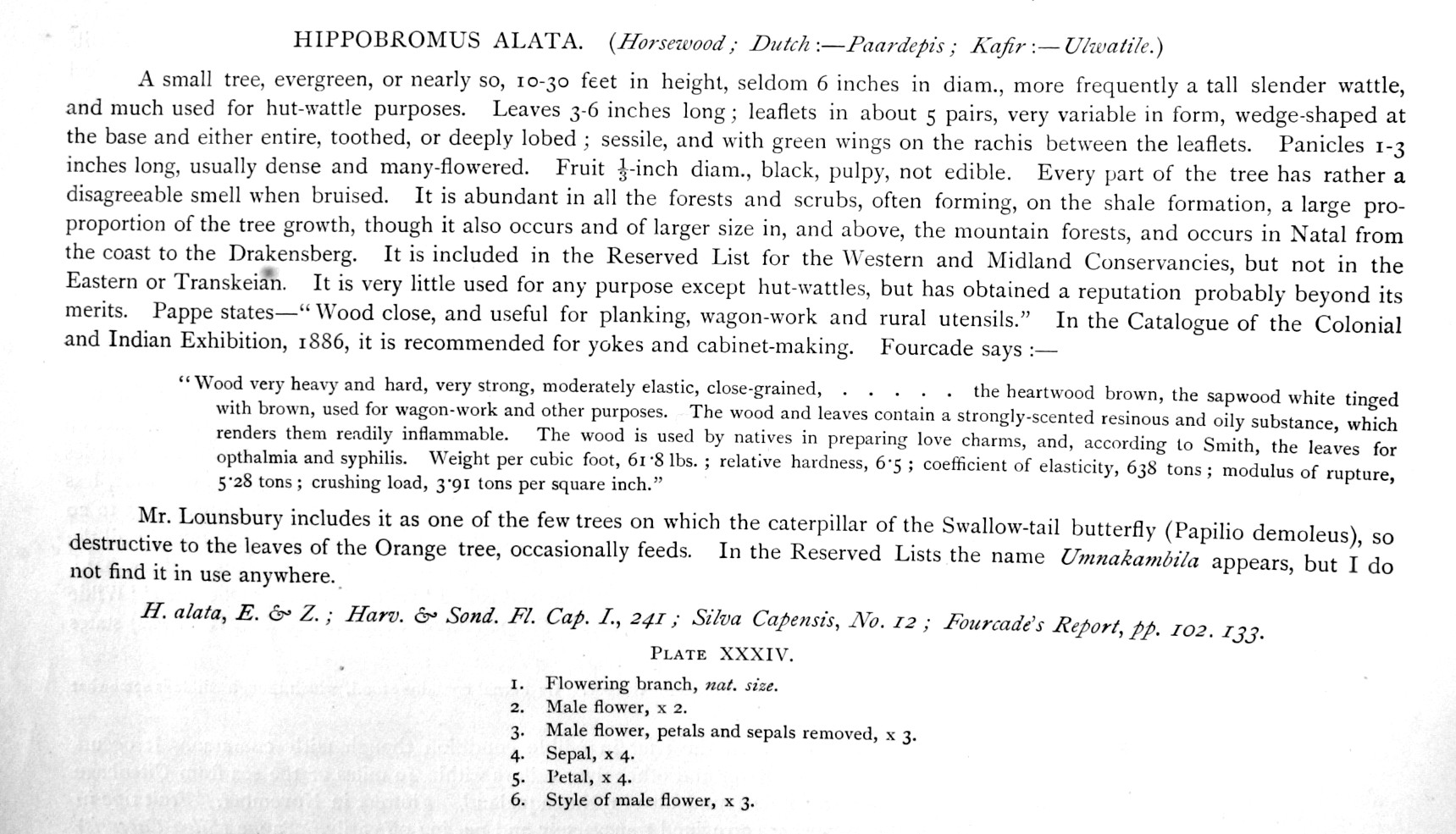
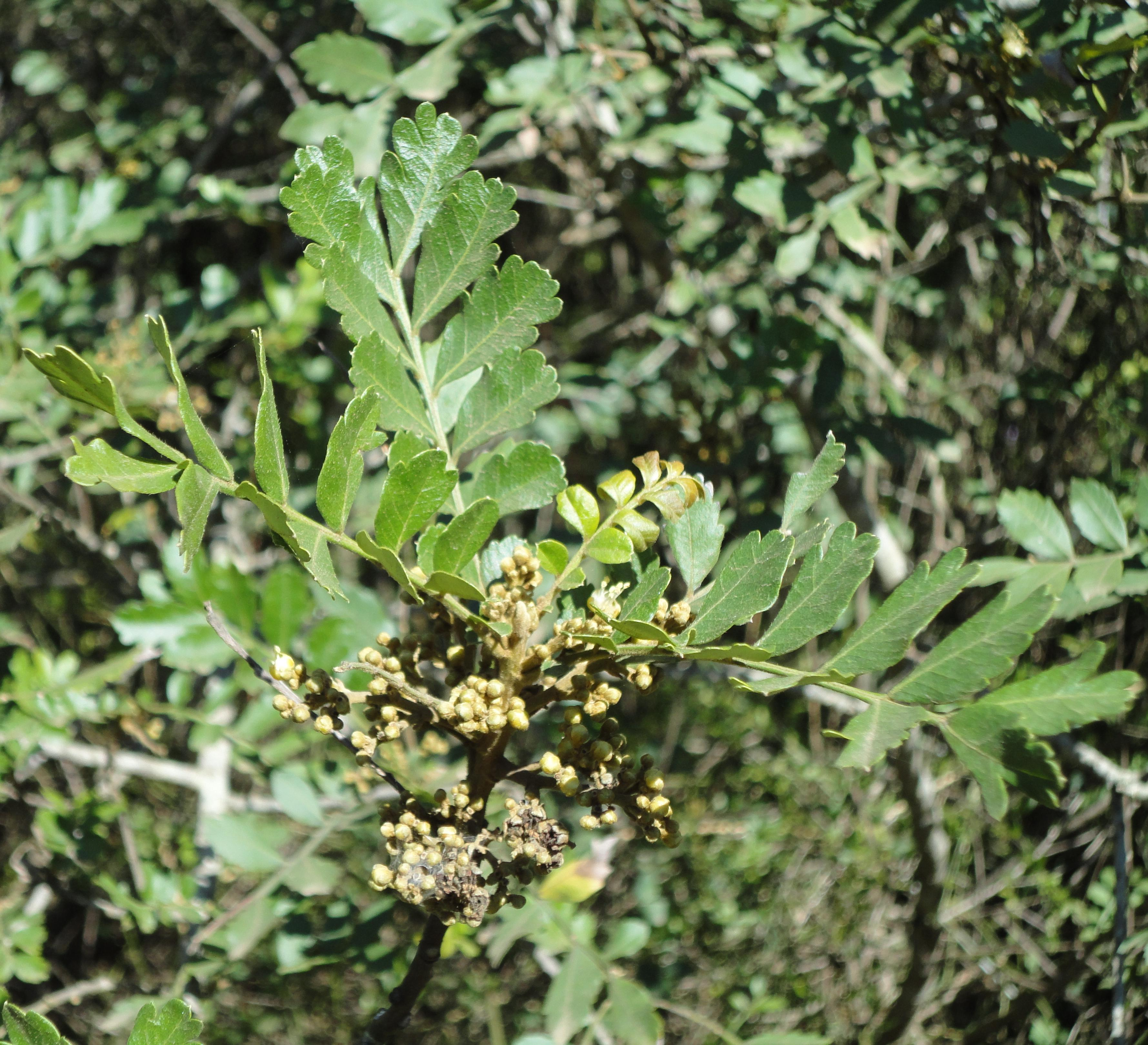
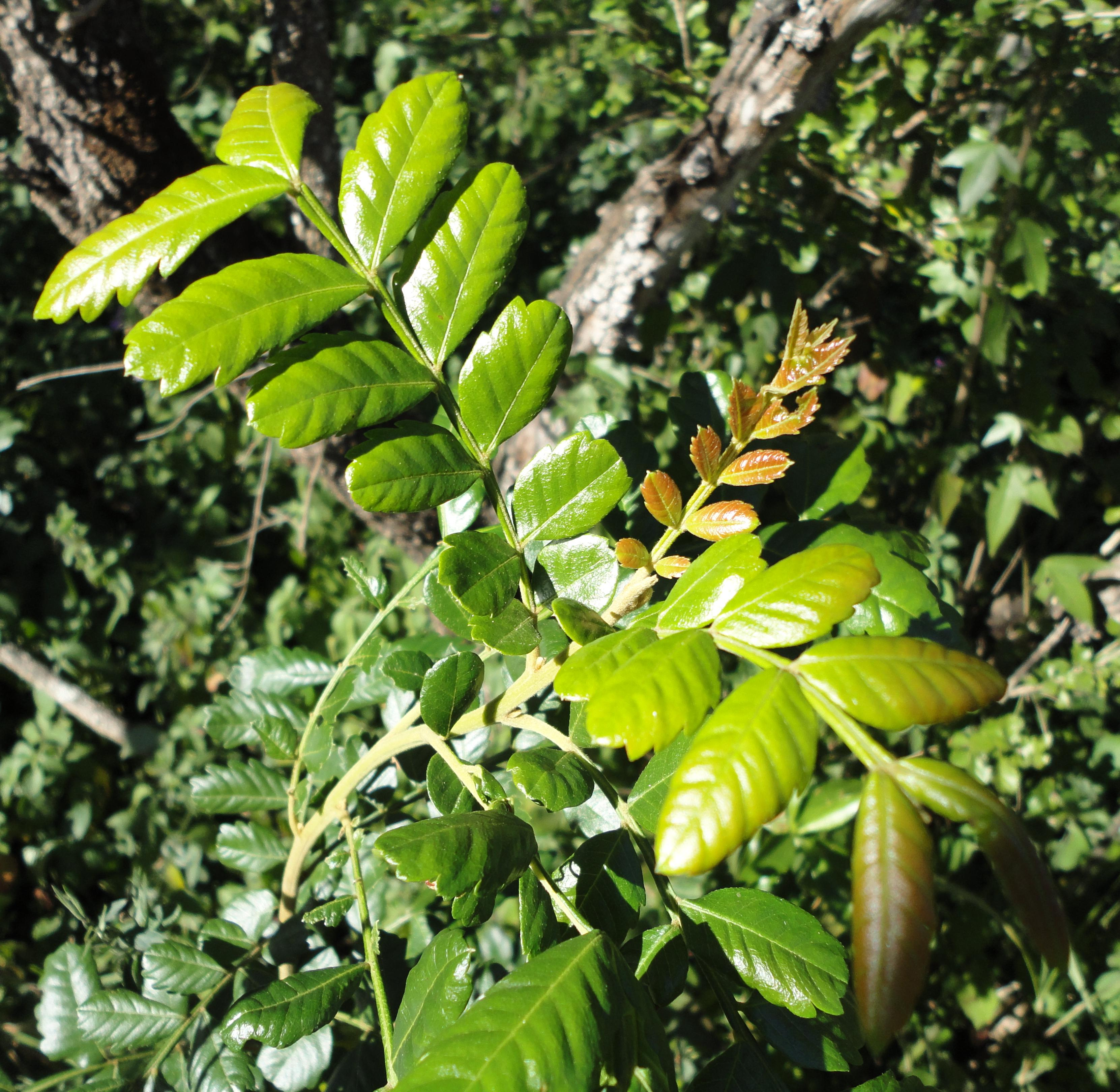
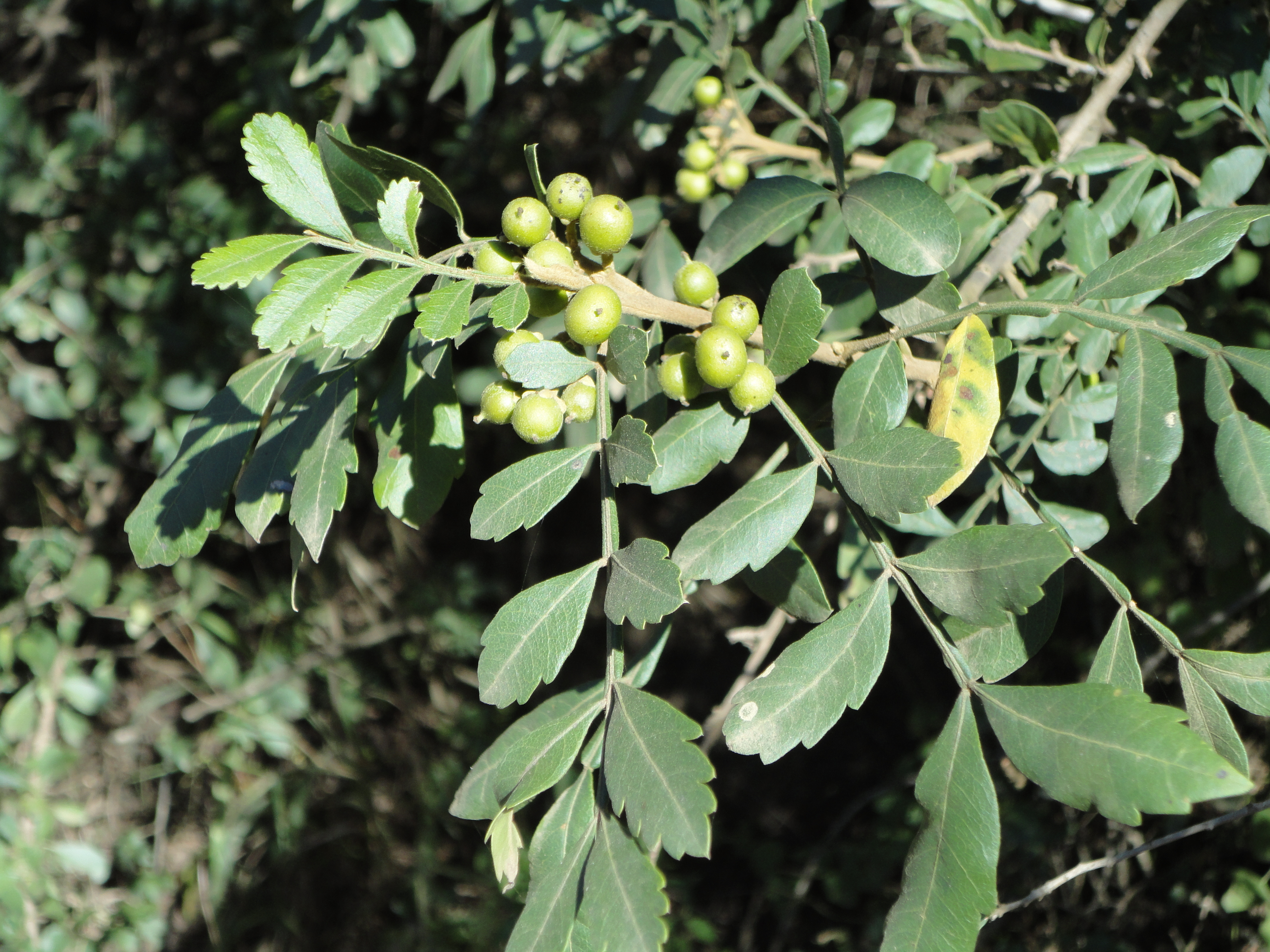